# باكانكيلا
باكانكيلا هي قرية في مدينة إسبو، فنلندا. هذه القرية تقع بالقرب من حديقة نوكسيو الوطنية، وعلى شمال بحيرة بودوم، التي هي أكبر بحيرة في إسبو.هذه القرية لديها نحو 15 منزلا.
القرية تعتبر في الوقت الحاضر أيضا كوجهة عند العطل كما باكانكيلا لديها فندق السبا الخاص بها. يقع متحف السيارات إسبو أيضا في باكانكيلا.

## وصلات خارجية
- The Espoo Car Museum
- Kaisankoti
- Pohjois-Espoo.fi - Web Magazine of North Espoo